# Щеглов, Михаил Михайлович
Михаил Михайлович Щеглов (16 октября 1885, Самара — 5 октября 1955, Симферополь) — русский и советский художник-график.

## Биография
Родился 16 октября 1885 года в Самаре. Детство провёл в Сибири. Отец — участник строительства Транссибирской магистрали.
Окончил Красноярскую мужскую гимназию. Обучался в Строгановском художественном училище в 1900—1905 годах. После его окончания переселился в Томск (1906—1913), где преподавал рисование. Сотрудничал с В. Я. Шишковым, Г. Н. Потаниным, В. А. Обручевым, с местными архитекторами и художниками.
После путешествий по Сибири создал серию акварельных работ «Сибирские типы», «Из жизни остяков», которыми были проиллюстрированы открытки, выпущенные П. И. Макушиным.
В мае 1913 года покинул Томск, переехав в Москву. В 1918—1922 годах проживал в Рыбинске. В 1923—1925 годах жил в Симферополе; также жил в Харькове. Осенью 1941 года с коллективом художников из Украины и Центральной России эвакуировался в Томск, где продолжил работать над выпусками «Окон ТАСС», сотрудничать в которых начал ещё в Харькове в самом начале войны.
Летом 1944 года уехал из Сибири. В послевоенное время трудился в Симферополе.
Заслуженный деятель искусств Крымской АССР.
Заслуженный деятель искусств УССР (1953).
Произведения художника находятся в Томском областном художественном музее, частных собраниях и Киеве.

## Семья
- Сын Щеглов, Алексей Михайлович (1908–1980) – советский театральный художник, мастер монументально-декоративного искусства и книжной графики, член Союза художников Украины (1958)[2].